# 普热沃杜夫
普熱沃杜夫（波蘭語：Przewodów）是在波蘭南部盧布林省的一個村莊，靠近波蘭—烏克蘭邊界z在2021年，普熱沃杜夫有413人居住。

## 導彈襲擊
2022年11月15日晚間，普熱沃杜夫被導彈擊中，導致兩人死亡，是俄羅斯入侵烏克蘭以來首次有導彈擊中北約領土。